# Joe Dante
Joseph "Joe" Dante, Jr. (n. 28 noiembrie 1946, Morristown⁠(d), New Jersey, SUA) este un regizor american, producător și actor care a realizat în general filme științifico-fantastice și de comedie. 

## Filmografie

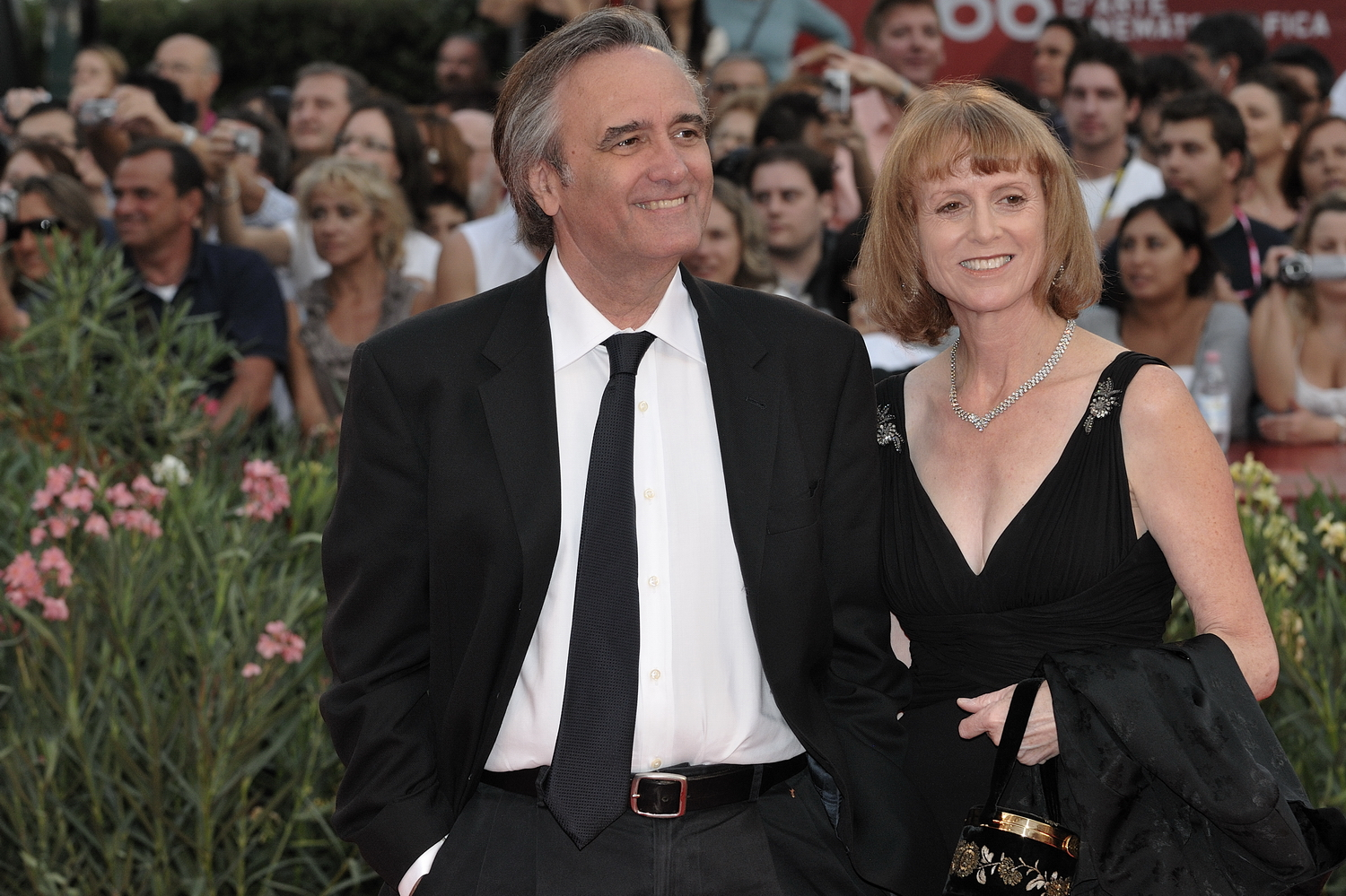
Joe Dante și Elizabeth Stanley.

### Regizor
- The Movie Orgy (1968)
- Hollywood Boulevard (cu Allan Arkush) (1976)
- Piranha (1978)
- Rock 'n' Roll High School (cu Allan Arkush) (1979) (necreditat)
- The Howling (1981)
- Police Squad! (1982) (TV)
- Twilight Zone: The Movie (cu Steven Spielberg, George Miller și John Landis) (1983)
- Gremlins (1984)
- Explorers (1985)
- The Twilight Zone (1985) (TV)
- Amazing Stories (1986) (TV)
- Călătoria fantastică (Innerspace, 1987)
- Amazon Women on the Moon (cu John Landis, Carl Gottlieb, Peter Horton & Robert K. Weiss) (1987)
- The 'Burbs (1989)
- Gremlins 2: The New Batch (1990)
- Eerie, Indiana (1991–1992) (TV)
- Matinee (1993)
- Rebel Highway: Runaway Daughters (1994) (TV)
- Picture Windows (1994) (TV)
- The Second Civil War (1997) (TV)
- The Warlord: Battle for the Galaxy (1998) (TV)
- Small Soldiers (1998)
- Night Visions (2001) (TV)
- Haunted Lighthouse (2003)
- Looney Tunes: Back in Action (2003)
- Trapped Ashes (2004)
- Masters of Horror (2005–2006)
- The Greatest Show Ever (2007) (TV)
- CSI: NY (2007) (TV)
- The Hole 3D (2010)
- Hawaii Five-0 (2011) (TV)

### Producător
- (1994) Flesh and Blood: The Hammer Heritage of Horror
- (1996) The Phantom
- (1998) The Warlord: Battle for the Galaxy
- (2002) Jeremiah

### Ca actor
- (1975) Scufundarea Japoniei - (numai în versiunea americană "Tidal Wave")
- (1976) Hollywood Boulevard - Party Waiter
- (1976) Cannonball - Kid
- (1978) Piranha - Scuba Diver #2
- (1978) Corvette Summer - Mr. Lucky
- (1984) Gremlins - vocea creaturilor
- (1987) Innerspace - Vectorscope Employee
- (1990) Gremlins 2: The New Batch - Grandpa Fred Director/vocile Beanie Gremlin & Wicked Witch Gremlin
- (1991) Eerie, Indiana - În rolul său

- Episodul 19: "Reality Takes a Holiday"

- (1991) Oscar - Face on the Cutting Room Floor
- (1992) Sleepwalkers - Lab Assistant
- (1994) Beverly Hills Cop III - Jailer
- (1994) Silenzio dei prosciutti, Il - Dying Man